# IBoy
Pour plus de détails, voir Fiche technique et Distribution.
iBoy est un film britannique de science-fiction et un film policier réalisé par Adam Randall et adapté du roman du même nom écrit par Kevin Brooks, sorti le 27 janvier 2017. Ce film est diffusé par Netflix.

## Synopsis
À Londres, le jeune Tom est amoureux de Lucy. Un soir où il lui rend visite, il surprend une bande de voyous en train de la violer. Braqué par ces criminels, il tente de fuir tout en essayant de téléphoner à la police avec son téléphone portable. Il reçoit une balle dans la tête et se réveille à l'hôpital après dix jours de coma. Le médecin lui annonce que des morceaux de son téléphone sont restés coincés dans son cerveau. Très rapidement, Tom se rend compte que cet accident lui permet d'interagir avec tout matériel électronique. Il va profiter de ce don pour identifier les membres du gang qui ont violé Lucy et la venger, en utilisant le pseudonyme de iBoy.

## Fiche technique
- Titre : iBoy
- Réalisation : Adam Randall
- Scénario : Joe Barton, d'après le roman homonyme de Kevin Brooks
- Musique : Steffen Thum, Max Aruj
- Producteurs : Emily Leo, Gail Mutrux, Oliver Roskill, Lucan Toh
- Société(s) de distribution : Netflix
- Pays d'origine :  Royaume-Uni
- Langue : anglais
- Durée : 90 minutes
- Date de sortie initiale : 27 janvier 2017 (sortie mondiale sur Netflix)

## Distribution
- Bill Milner (en) (VF : Benjamin Bollen) : Tom Harvey, alias iBoy
- Maisie Williams (VF : Alice Orsat) : Lucy Walker
- Miranda Richardson (VF : Jacqueline Pellisson) : Nancy Harvey
- Rory Kinnear (VF : Guy Vouillot) : Ellman
- Charley Palmer Rothwell (en) (VF : Nicolas Duquenoy) : Eugene
- Jordan Bolger (VF : Jeff Esperansa) : Danny
- Armin Karima : Ant
- Helen Daniels : Kelly
- Aymen Hadouchi (VF : Jean-Rémi Tichit) : Cutz
- McKell David (VF : Mohad Sanou) : Hazzard
- Shaquille Ali-Yebuah (VF : Cédric Lemaire) : Cass
- Leon Annor (VF : Pascal Vilmen) : Keon
- Lucy Thackeray : Michelle
- Olivier Coopermith : Ben
- Petrice Jones (VF : Gilduin Tissier) : Shotgun